# Dave DeBusschere
Dave DeBusschere   (Detroit, 16 d'octubre de 1940 - Nova York, 14 de maig de 2003) va ser un jugador, entrenador i executiu de bàsquet estatunidenc la carrera professional del qual va transcórrer entre les dècades dels 60 i els 70, així com jugador de beisbol.
Va jugar als Chicago White Sox de la MLB el 1962 i el 1963 i a l'NBA amb els Detroit Pistons del 1962 al 1968 i als New York Knicks del 1968 al 1974. També va ser l'entrenador en cap dels Pistons del 1964 al 1967.
DeBusschere va ser inclòs al Naismith Memorial Basketball Hall of Fame el 1983. El 1996 va ser nomenat un dels 50 millors jugadors de la història de l'NBA. L'octubre de 2021 va ser inclòs a l'equip del 75è aniversari de l'NBA.

## Inicis
DeBusschere va néixer a Detroit de Peter Marcell i Dorothy DeBusschere. Va estudiar a l'Austin Catholic Preparatory School i va inspirar la "White Shirted Legion" (la tradició de portar samarretes blanques als jocs de l'escola per fer més visibles els aficionats). Quan era júnior va ser nomenat all-state, i en la temporada 1957–58, en el seu tercer any jugant a bàsquet, va liderar el seu equip en la final del campionat escolar de bàsquet de Michigan Classe A, anotant 32 punts.
"Debusschere" és un cognom francès, ja que la seva família procedia de Bèlgica. Encara que la seva pronunciació francesa hauria estat més propera a "De Booshair",  ell va utilitzar una pronunciació anglicitzada de "De Busher", per la qual sempre va ser conegut.

## Carrera universitària
DeBusschere va jugar tant a bàsquet com a beisbol a la Universitat de Detroit. Va fer una mitjana de 24 punts per partit en bàsquet, ajudant a Detroit a arribar al National Invitation Tournament dues vegades i al Campionat de bàsquet de l'NCAA una vegada. També va dur els Titans a tres posicions d'honor al campionat de beisbol de la NCAA.

## Carrera de beisbol
El 1962 va fitxar pels Chicago White Sox com a agent lliure amateur. Va ser pitcher de l'equip durant dues temporades, el 1962 i 1963 per posteriorment centrar-se tant a jugar com a entrenar bàsquet.
És un dels 13 esportistes que han jugat tant a l'NBA com a la Major League Baseball. Els 13 són: Danny Ainge, Frank Baumholtz, Hank Biasatti, Gene Conley, Chuck Connors, DeBusschere, Dick Groat, Steve Hamilton, Mark Hendrickson, Cotton Nash, Ron Reed, Dick Ricketts i Howie Schultz.

## Carrera de bàsquet

### Detroit Pistons
DeBusschere va ser seleccionat en primera ronda pels Detroit Pistons al draft de l'NBA de 1962. Durant la seva temporada de debutant va fer una mitjana de 12,7 punts i 8,7 rebots per partit, i més tard va ser nomenat a l'NBA All-Rookie Team. Durant la seva segona temporada es va lesionar i només va jugar 15 partits, cosa que va fer que els Pistons acabessin amb un decebedor rècord de 23–59.
La temporada 1964-1965, amb 24 anys, se li va donar el càrrec de jugador-entrenador dels Pistons, convertint-se en l'entrenador més jove de la història de la lliga. Tanmateix, aquesta etapa com a entrenador no va tenir èxit i acabà fent tan sols de jugador. Durant la temporada 1968-1969 va ser cedit als New York Knicks a canvi de Walt Bellamy i Howard Komives.
Mentre era membre dels Pistons va sortir, representant-se ell mateix, a l'episodi del 29 d'abril de 1963 del programa To Tell the Truth.

### New York Knicks

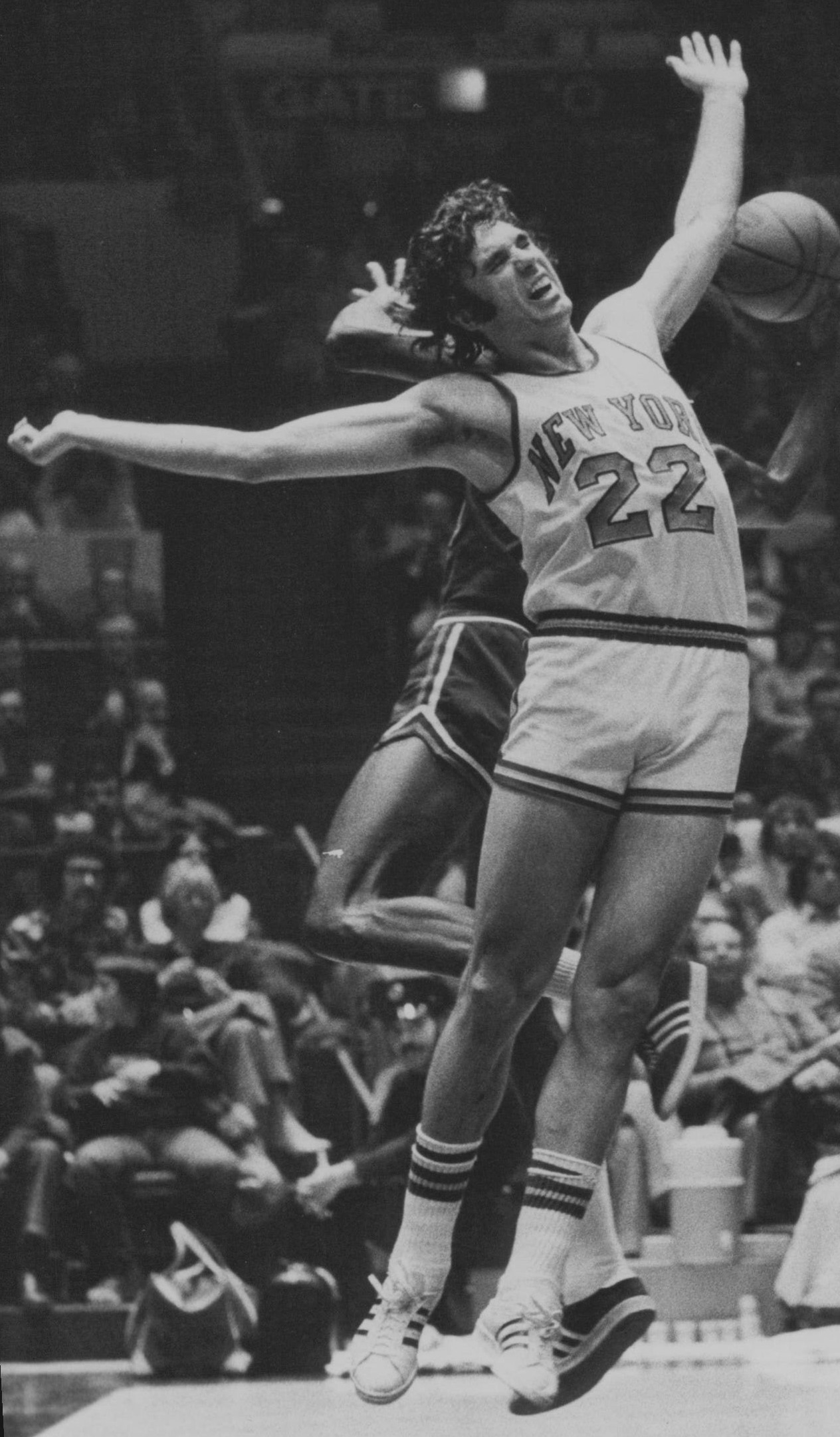
DeBusschere va ser nomenat a l'equip defensiu del primer equip cada temporada de la seva carrera.

DeBusschere, juntament amb els futurs membres del Saló de la Fama Willis Reed, Bill Bradley i Walt Frazier, van guanyar l'NBA quan els Knicks van derrotar als Los Angeles Lakers a les finals de l'NBA de 1970. El 1973 tornà a proclamar-se campió de l'NBA en guanyar als Lakers per 4-1 a la final.
El 1983 va ser inclòs al Naismith Memorial Basketball Hall of Fame després d'haver disputat 12 temporades, de 1962 a 1974, en què va fer una mitjana de 16,1 punts i 11 rebots mentre era nomenat a vuit equips All-Star de l'NBA. El 1996 va ser nomenat un dels 50 millors jugadors de la història de l'NBA. Va ser conegut pel seu estil físic de joc i la seva defensa tenaç, i va ser nomenat sis vegades per al primer equip defensiu de l'NBA.

## Vida després del bàsquet
DeBusschere es va retirar com a jugador el 1974. Anys més tard els Knicks van retirar la samarreta amb el número 22 que portava. Durant la temporada 1975-76 va exercir de comissari de l'ABA, en la que va ser la darrera temporada d'aquesta competició. Va ajudar a aconseguir la fusió entre l'NBA i l'ABA aquell any. Durant la dècada de 1980 va ser l'entrenador adjunt i director d'operacions de bàsquet dels Knicks, quan van fitxar a Patrick Ewing el 1985.
Juntament amb alguns socis, va comprar la revista Ring el 1979. Va escriure el llibre The Open Man, una crònica de la temporada 1969-1970 dels New York Knicks.
El maig de 2003 va patir un atac de cor en un carrer de Manhattan que li provocà la mor. Va ser enterrat al cementiri de l'església de Saint Joseph a Garden City.
En el seu honor, la Universitat de Detroit Mercy va inaugurar la Beca Dave DeBusschere l'any 2003. Ofereix suport a dos estudiants-atletes que han de tenir una nota mitjana mínima de 3,0 i han demostrat habilitats de lideratge excepcionals.